# Traminec
Traminec je vrsta vinske trte in ime za belo vino, ki se pridobiva iz njenega grozdja.
Vino je bogato s sladkorjem in ima praviloma visoko stopnjo alkohola. Ločimo dve vrsti traminca: dišečega in rdečega, ki pa v prodaji nista ločena.